# Surveillance

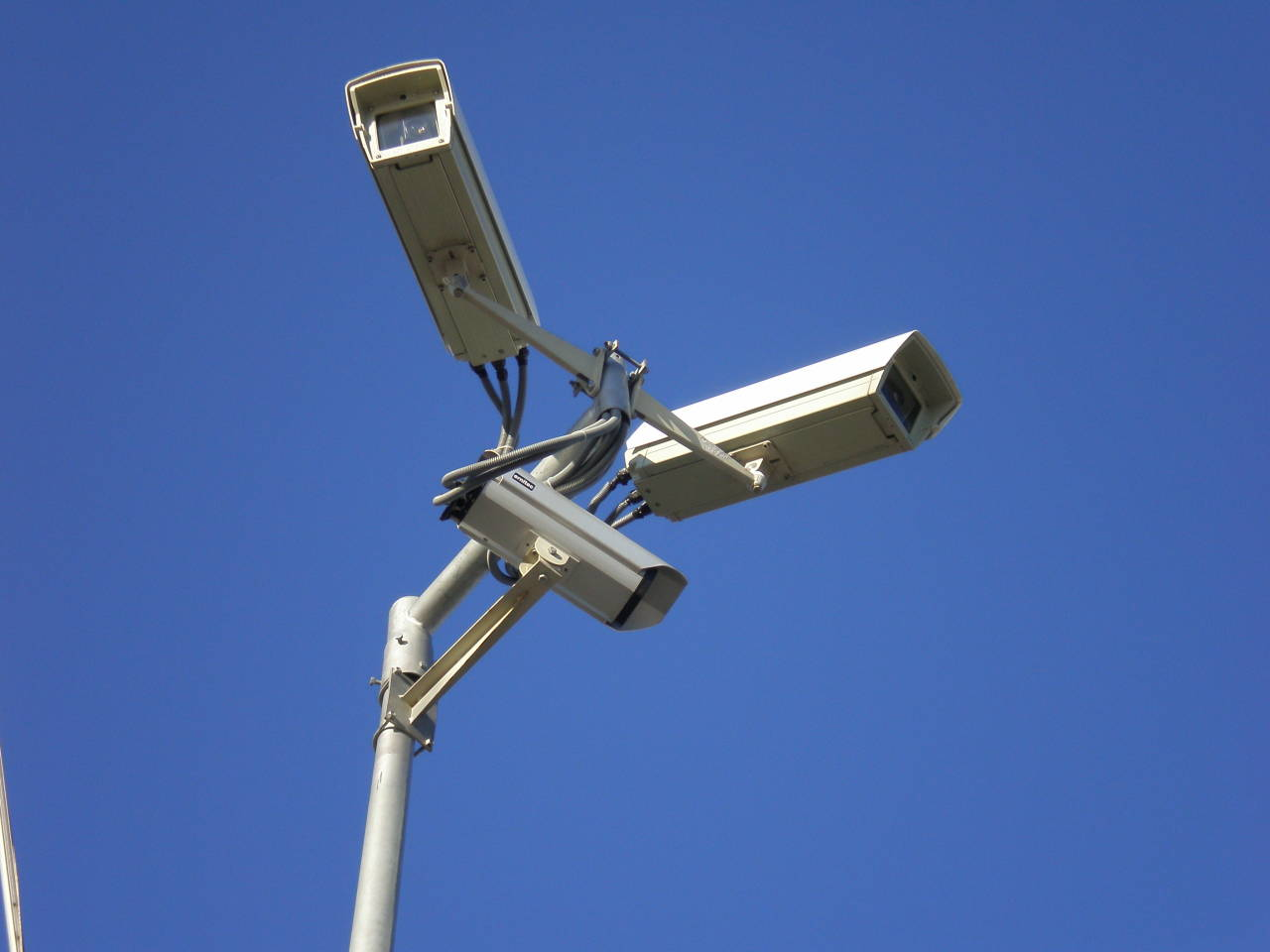
Surveillance camera's

Surveillance, toezicht of bewaking is het monitoren van zaken en mensen met als doel informatie te verzamelen en gedrag te beïnvloeden of te sturen. Dit kan door directe aanwezigheid of door observatie op afstand zijn met behulp van elektronische apparatuur, zoals gesloten televisiecircuits (CCTV), of het onderscheppen van elektronisch verzonden informatie zoals internetverkeer. Het kan ook eenvoudige technische methoden omvatten, zoals het verzamelen van menselijke inlichtingen en het onderscheppen van post.
Surveillance wordt door burgers gebruikt om hun leefomgeving veilig te houden. Het wordt door overheden gebruikt voor het verzamelen van inlichtingen - inclusief voor spionage, het voorkomen van criminaliteit, het beschermen van een proces, persoon, groep of object of het onderzoeken van criminaliteit. Het wordt ook gebruikt door criminele organisaties om misdaden te plannen en te plegen, en door bedrijven om informatie te verzamelen over criminelen, hun concurrenten, leveranciers of klanten.
Surveillance kan als bijeffect hebben dat op ongerechtvaardigde wijze de privacy van mensen wordt geschonden. Het wordt vaak bekritiseerd door activisten voor burgerlijke vrijheden. Liberale democratieën kennen wetten die voorwaarden stellen aan het gebruik van surveillance door burgers en overheid. 
Bij spionage gebeurt de surveillance typisch heimelijk en in ieder geval tegen de wetten van de geobserveerde partij. Heimelijke surveillance die legitiem is, is dus geen spionage. Openlijke surveillance die wel tegen de wetten van de geobserveerde partij is, is dus wel spionage.